# Sierra de Salinas
La Sierra de Salinas es una destacada formación geomorfológica que sirve de frontera natural entre el norte de la Región de Murcia (Yecla) y distintas localidades del Alto y Medio Vinalopó (Comunidad Valenciana). Pertenece al sistema prebético y es un anticlinal que continúa al oeste por la Sierra del Carche-Serral. Las localidades más importantes de sus alrededores son Yecla en la ladera oeste, Villena en la ladera norte y Salinas en la ladera sur. 

## Orografía
La Sierra de Salinas está formada por un plegamiento de rocas calizas en el Cretáceo Inferior. Longitudinalmente ocupa una extensión de aproximadamente 15 km. Su principal altura es el pico de la Capilla 1238 m s. n. m., vértice geodésico de segundo orden donde convergen los términos de Villena, Pinoso  y Yecla. Hay otros pequeños picos como El Calamote (739,9 m). En la configuración de esta sierra, hay que destacar numerosas lomas y "cabezos". De 1575 data una descripción considerablemente extensa, incluida en la Relación que el Concejo de Villena envió a Felipe II:

[...] la otra sierra que se llama la sierra de Salinas, va a la via de poniente; es muy grande, ansí en altura como en largua e ancha. Las vertientes de esta sierra a la parte del mediodia son de un pueblo llamado Salinas, que es del reyno de Valençia, y a la parte norte sus vertientes son del termino de la çiudad Villena. Esta sierra va daqui a entrar en termino de la villa de Yecla. Desta sierra se parten otros braços de syerras, llamadas las Lomas Carboneras, y mas adelante la via de poniente, se llaman la sierra el Castellar, que van a fenesçer al término de la villa de Yecla.

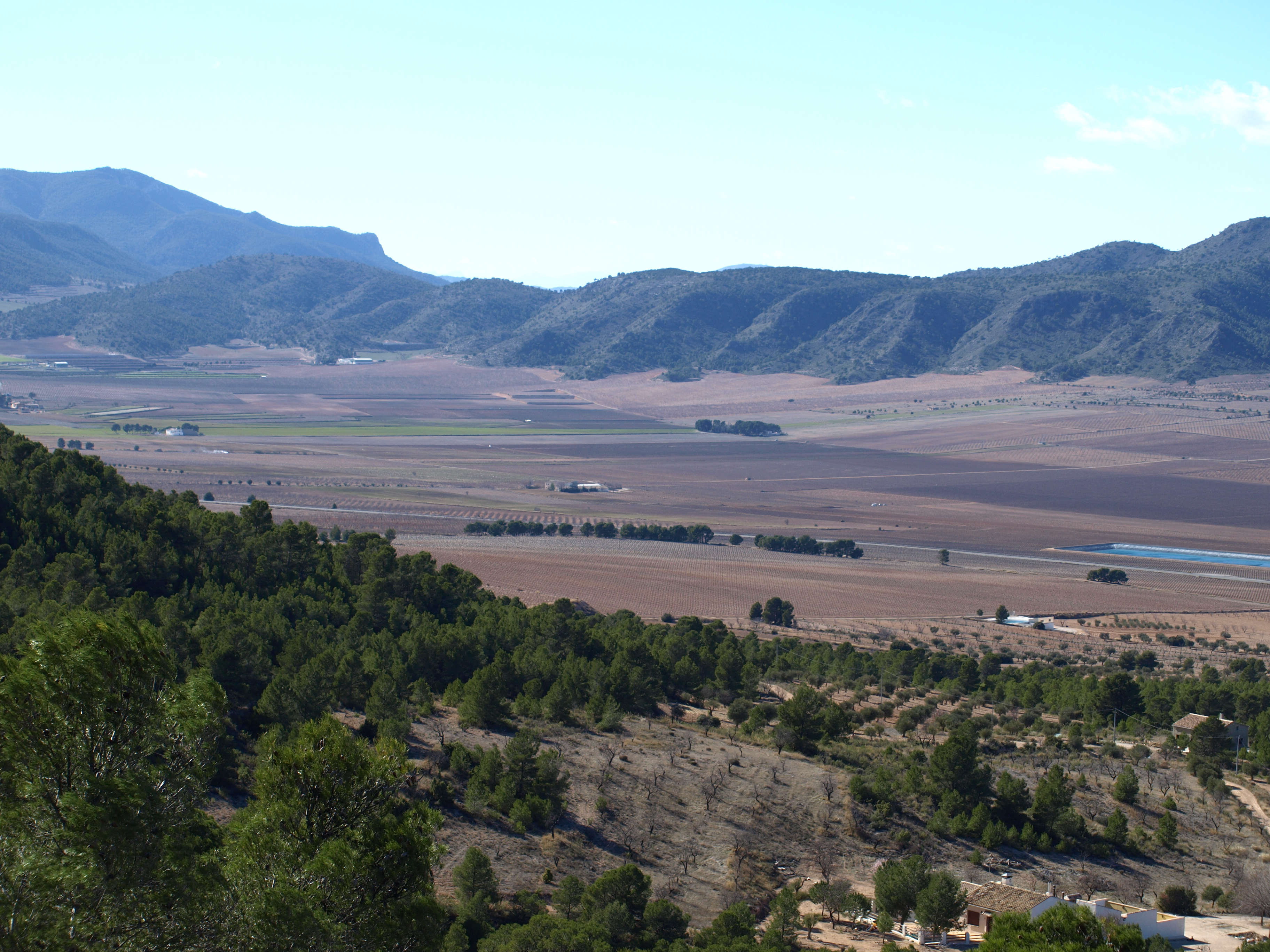
Sierra de Salinas desde Yecla.

Por la parte norte, existe una carretera que se adentra en la sierra, donde se pueden contemplar plantas endémicas de la región, así como grutas, y cuevas. Los principales puntos de interés son: la cueva del Lagrimal (cerca de la que se encuentra la Microrreserva Cueva del Lagrimal), el mirador Rabasa, las antiguas casas de colonos, la casa Forestal, el pocico Bartolo y la fuente del Lobo. En 2008 se aprobó la creación de un centro de primates en la Sierra de Salinas, tras haber sido rechazada su instalación en La Zafra.
Por la parte sur, existen senderos y antiguos caminos de pastoreo que llegan hasta la cumbre y la recorren salvando numerosos barrancos. Desde lo más alto se pueden divisar las vecinas poblaciones de Villena, Salinas, Sax, Biar en la Provincia de Alicante, Yecla en la Región de Murcia y Caudete en la Provincia de Albacete. También es destacable el hecho que en días de buena visibilidad la vista alcanza hasta el mar Mediterráneo.